# アルセイルの氷砦
『アルセイルの氷砦』（アルセイルのひょうさい）はテーブルトークRPG(TRPG)『セブン＝フォートレス』のリプレイ作品。ゲームマスター（GM）・リプレイ執筆は菊池たけし。
『RPGマガジン』14号（1991年7月号）〜21号（1992年2月号)に連載され、後にゲーム・フィールドから単行本、富士見書房（富士見ドラゴンブック）、エンターブレイン（ファミ通文庫）から文庫としてまとめられた。
イラストは連載時は鈴木猛（他数名）が担当。単行本の表紙はゲーム・フィールド版、富士見書房版では四季童子、エンターブレイン版では石田ヒロユキ、本文挿絵は富士見書房版はみかき未果子、エンターブレイン版は石田ヒロユキがそれぞれ担当している。
『セブン＝フォートレス』のリプレイとしては最も初期に発表されたものであり、ゲームシステム『セブン＝フォートレス』の発売よりもはるかに前に発表されている。より正確に表現すれば、このリプレイが『RPGマガジン』誌上で人気を博したために、リプレイで使われていた菊池たけしの自作システムたる『セブン＝フォートレス』を商業製品として発売する企画が動き出した。
後に「砦シリーズ」と呼ばれることになるリプレイシリーズの第一弾でもある。

## 概要
本作は、元々は『RPGマガジン』に連載されていた『ワープス』のリプレイシリーズ「SLGマガジンシリーズ」の番外編として連載された。すなわち「もし『SLGマガジンシリーズ』のキャラクターがファンタジー世界にいたならば」（「SLGマガジンシリーズ」は現代日本を舞台としていた）という仮定で始められた。
この時、菊池たけしはリプレイのゲームシステムに、今まで使っていた『ワープス』ではなく、自作のオリジナルシステムを使用し、世界観も高校時代からあたためていた創作神話を用いた（このシステムと創作神話の背景が後の『セブン＝フォートレス』と主八界の原型となる。主八界#多元宇宙の成り立ちの節を参照）。連載中にはこのオリジナルシステムの紹介記事は全く書かれず、リプレイ自身も、リプレイを読んでいくうちにゲームシステムが理解できるような書き方にはなっていなかった。読者にとっては「ルールが全くわからないゲームのリプレイ、しかも商品化の予定がないためどんなゲームシステムが調べようもない」という前代未聞のリプレイであった。しかし、「SLGマガジンシリーズの番外編」「SLGマガジンシリーズの人気キャラクターたちが出演するリプレイ」という売り文句で始められたために、ゲームシステムの不明瞭さにもかかわらずリプレイは高い人気を博すことになった。
「SLGマガジンシリーズ」がもともとコメディタッチの強いノリのリプレイだったため、連載初期はおなじみのキャラクターがファンタジー世界で騒動を起こす、というユーモアファンタジーの雰囲気が強かったが、話が進むにつれて展開はどんどんシリアスになっていき、最後は世界の存続をゆるがすような大戦争へと発展していった。PCたちは元ネタである「SLGマガジンシリーズ」のキャラクター設定からは考えられないような、世界を救う英雄／勇者として成長していき、最終回近くでは派手な魔法や剣技のぶつかりあいによる壮絶なバトルを見せることになる。本作以降、菊池たけしは「世界崩壊の危機を演出するリプレイ作家」としての評判を得ることになる。
リプレイの連載後期になるとこの派手なバトルの展開を支えているゲームシステムについての興味も高まっていき、連載の最終回になって初めて『SEVEN＝FORTRESS Ver2.11』の名前でリプレイに使用されたゲームシステムが8ページで紹介された。これがユーザーに対して最初に公開された『セブン＝フォートレス』のバージョンである。ただし連載全体を通じて『Ver.2.11』が使われているわけではない。『セブン＝フォートレス』は連載最終回までの間で何度もルール改訂が行われ、さらに連載中に参加プレイヤーや読者から「キャラクターにこんなアイテムを持たせたい」「こんな魔法を使わせたい」といった要望を積極的に募集し、その要望をゲームシステムに無節操に盛り込んでいったために、ほぼ毎話、ゲームのルールやデータが前回と変更されるような状況であった。『Ver.2.11』は最終回プレイで使われた『Ver.1.26』をさらに調整したバージョンである。
『アルセイルの氷砦』というリプレイは、いわば一個のゲームシステムを完成させるためのテストプレイ的な位置を持つリプレイであった。この態度は後の「砦シリーズ」のリプレイにも継承されており、『ラ・アルメイアの幻砦』『シェローティアの空砦』を除けば、どれも発売前のゲームシステムのテストプレイとして行われている側面を持つ。裏を返せば「砦シリーズ」のリプレイの結果が『セブン＝フォートレス』というゲームシステムのあり方に大きく影響していると言え、『セブン＝フォートレス』は「砦シリーズ」のリプレイのようなストーリーを誰でも再現できるようにというコンセプトでバージョンを発展させていったTRPGと言える。菊池たけし自身は「『セブン＝フォートレス』は砦シリーズのリプレイとあわせてひとつのゲームシステムである」という趣旨を述べている。
時事ネタが多いのも本作の特徴である。これは元々の「SLGマガジンシリーズ」から継承しているノリであり（リアルタイムの現代を舞台にしている「SLGマガジンシリーズ」では時事ネタは自然な流れである）、そのためもあってコメディタッチの強かった序盤の物語では、ファンタジー作品であるにもかかわらず現代社会でしか通用しないようなギャグが連発する。このことについてはそれまである意味で「お堅いファンタジー」が正道とされがちだったTRPG界では革新的なものとして読者に移り、人気の原動力となっている。
ゲームマスターである菊池たけしのマスタリングの面については、非常に行き当たりばったりでアドリブが目立つリプレイになっている。この点についてはゲームマスターの凡ミスやプレイヤーの突拍子もない行動などさまざまな要因があるのだが、とにかく想定外のことが頻発するリプレイであった。そのせいもあって物語をまとめるためにゲーム完結までのプレイ回数がどんどん伸びていき、全3回の予定だった連載は全8回まで延長した。なお、偶然なのか狙っているのかは不明だが、この後の「砦シリーズ」のリプレイの多くもゲームマスターの想定外のことが頻発するリプレイになっている。

ただし、『氷砦』の最終回に関しては、カニアーマーのプレイヤーを務めた峰岸達実による「最終回は実際にはプレイしていません」との発言もある。
連載最終回が掲載された『RPGマガジン』21号では「アルセイルの氷砦」の特集が組まれ、弘司による主人公達四人のイラストが表紙を飾った他、リプレイ以外に「アルセイルの氷砦」関係のさまざまな企画記事が掲載された。前述のルール掲載もその一環である。まだ商品化も決まっていないゲームのリプレイのために雑誌が特集まで行うのは当時としては類を見ないことであり、それだけ『氷砦』が当時の『RPGマガジン』のキラーコンテンツになっていたことがうかがえる。このときの反響が大きかったこともあってか、『セブン＝フォートレス』の商品化プロジェクトが動き出し、『氷砦』完結から数ヶ月の後に商品版『セブン＝フォートレス』の紹介という形で『フォーチューンの海砦』の連載が始まった。この時は既に「SLGマガジンシリーズ」でなく、「セブン＝フォートレスシリーズ」と銘打たれていた。
各章タイトルの後にBGMが記されるのも一つの特徴である（例：「ラグシア城崩壊 ［BGM:INAZUMA KICK］」）。これは2002年の『ナイトウィザード』リプレイ「星を継ぐ者」まで続く。

## あらすじ
十六王紀889年。フォーラ地方を旅する冒険者、ミドリ、サライ、キタロー、マドカの4人は、依頼を受けて街を荒らす強盗団の退治に乗り出すことになる。強盗団にさらわれた中には街の市民だけでなく、即位を控えたラグシア王国の次期女王・サーディもいた。強盗団を壊滅させたことから王城に賓客として招待された一行は、ラグシア王国を、いや、この世界そのものをゆるがす「闇の宗教」の陰謀に巻き込まれることになる。

## 登場人物・用語

### プレイヤーキャラクター
プレイヤーによって操作するキャラクター。PC。
プレイヤー名はファミ通文庫版に典拠。声のイメージは最終回のスタッフロールに「CHARACTER'S VOICE(TADASHI STAFF NO KIBOU)」と書かれたものを記述。
なお、「シェローティアの空砦」4巻にはラスボスとして全員が登場。
ミドリ（CHA-CHA）
キャラクタークラス : エクセレントウォーリア
属性 : 〈森〉
フォーラ地方に住む農家の息子。15歳の少年。母親がペンダントを形見に残して亡くなったことから、そのペンダントの謎を解くべく冒険の旅に出た。「勇者」のクラスを持ち、性格は無邪気で天真爛漫だが、臆病でへたれなためいつもどこか逃げ腰な部分がある上、少年愛嗜好を持ち美少年を見ると襲い掛かるという性癖がある。リプレイ中ではラグシア王国の王子であるマリウスにアタックをかけていた。
ミドリが持つペンダントはこの世界の魔法「属性魔法」を支える七つの宝珠の一つ「森の宝珠」である。このため後半、ミドリは森の宝珠の後継者として「闇の宗教」に狙われる。最後はマリウスの肉体を乗っ取ったアムダラムの光弾を受けながらも自らの宝珠の力でアムダラムを押さえ込み、サライの魔法《水晶邪封陣（クリト＝ファー）》によって水晶の中に封印された。
連載時にイラストを担当した鈴木猛はミドリを2.5頭身というかなりデフォルメした形態で書いたため、少年というよりもはやホビットのような異種族のような風体を持っていた。イラストレーターが代わった富士見ドラゴンブック版・ファミ通文庫版でもこのスタイルは変わらず、富士見ドラゴンブック版では四季童子の筆によるデフォルメ版ミドリが表紙を飾り、ファミ通文庫版では通常版とデフォルメ版の2種類のミドリが描かれている。また、連載時にはイラスト化の際、やたらぷにぷにした肉感で描かれたことより、「ももじり勇者」の称号がつけられた。
「ミリド」と雑誌連載で誤植された事が、次回のキャラクター紹介のネタにされた。
「SLGマガジンシリーズ」での役柄は「大牧場緑（おおまきば・みどり）」。SLGマガジンの編集部員でPCである。
声のイメージは増田裕生。
サライ（久保(仮名)）
キャラクタークラス : プリースト
属性 : 〈空〉
「闇の宗教」と戦うために冒険に出た神官の少女。17歳。4歳の頃に「闇の宗教」の儀式の生贄にされそうになったとき、「闇の宗教」の神官の一人であったキタローが組織を裏切り彼女を助け出し、養育した。
性格は非常に攻撃的。また金にがめつい。しかし正義感は強く、悪を倒すための犠牲や労力は惜しまない。性格もあいまって神官ではあるが攻撃魔法を好んで使う。
実は「空の宝珠」の後継者であり、彼女が生贄に使われかけた儀式とは《精霊獣召喚》の儀式であった。死者や行方不明者が多い本リプレイの中で、エンディングまで登場できた唯一のPCであり、その後のリプレイでも歴史上の人物として登場する。本リプレイにおいては、アムダラムをミドリごと封印した後、のちの世に「サライの八導師」と呼ばれる同志と共に七宝珠封印の旅に出、封印を完了して2年後の十六王紀969年に死亡したとされる。
長くフルネームは明らかでなかったが、2011年7月に『フォーチューンの海砦』がファミ通文庫から新装再版された際、下巻巻末のパーソナリティー紹介において「サライ・キサラヅ」となっている。
外見が『ふしぎの海のナディア』のヒロイン・ナディアにそっくりだが、これは当時、久保(仮名)が『ナディア』に傾倒していたからである。なお、「SLGマガジンシリーズ」では外見がそこまでナディアにそっくりではなかった。
「SLGマガジンシリーズ」での役柄は「木更津沙羅夷（きさらづ・さらい）」。SLGマガジンの編集部員でPCである。『海砦』で確定したフルネームもここに由来している。
プレイヤーの久保(仮名)は菊地が後に『コンプRPG』で連載する『超女王様伝説 セント★プリンセス」の担当編集者であり、『コンプRPG』誌上でも一時「神官サライ」を名乗っていた。
声のイメージは水谷優子。
キタロー（鈴木猛）
キャラクタークラス : メイジ
属性 : 〈闇〉
「闇の宗教」の元メンバーである魔術師の男性。13年前、生贄にされそうになっていたサライを救出して組織を脱走、サライを養育した人物でもある。
生命維持装置を搭載した特殊な甲冑「プロトタイプ・カニアーマー」を背負っており、それにより250年を生き長らえている（外見年齢は中年程度）。カニアーマーはその名の通りカニのような多脚の触手が背中についている鎧であり、キタローはそれを脱ぐと死ぬという設定になっている。なお第一回のキャラクター紹介では「カニアーマー」では無く「クラブアーマー」を所持していると書かれている。
悪の組織の裏切り者の改造人間といったノリであり、カニアーマーを背負った姿があまりにまがまがしいため、キャンペーン中では悪人と間違われることも多かった（ただし本人は朴訥とした性格）。第5話ではアムダラムの罠によりマリウス王子襲撃犯の濡れ衣を着せられ、ラグシア王国およびサライとマドカから追われる身になってしまう。それを受けて第6話では廃墟（「キタローダンジョン」と呼ばれた）に立てこもり、キタローが仕掛けたトラップをPCたちがかいくぐっていくという、一風変わったダンジョンアドベンチャーによるプレイヤー対決が行われている。
精霊界での最終決戦で、3人を第三層に送るべくプロトタイプ・カニアーマーのリミッターをカット（これは自らの生命を著しく削る行為である）、必殺技「超・蟹光線（メガ・イブセマスジー）」を放って量産型カニアーマー部隊と相討つ壮絶な最期を遂げた。
「SLGマガジンシリーズ」での役柄は「日暮きたろう（ひぐらし・きたろう）」。SLGマガジンの編集部員でPCである。『ワープス』においては記憶力と判断力が際立って低いキャラで、どこか抜けているキャラクターを演じていた。
声のイメージは銀河万丈。
マドカ（藤村まどか）
キャラクタークラス : ライトウォーリア
属性 : 〈海〉
「闇の宗教」に誘拐された妹を探して冒険を続ける軽戦士の少女。19歳。
「戦士は寡黙な方がかっこいい」というプレイヤーの趣味で、無口系のクールビューティーな女戦士というロールプレイが一貫して行われた。リプレイではキャラクターとしての台詞が際立って少ない。しかし、それがかえってマドカというキャラクターの特性を強く印象づけることになった。なお、プレイヤーとしての発言は多い方で、ゲーム中のパーティーの行動に対する提案などは積極的に行っており、いわゆる「地蔵プレイ」ではない。
最終決戦時、ミドリ、サライと共に精霊界第三層からの脱出を試みるも、そのさなかにアムダラムの光弾に撃たれ、行方不明になる。のち、本作から11年後という設定の『海砦』でサライと再会を果たし、堕ちた精霊獣との最終決戦を控えたライム＝ケーベルたちを助けている。
「SLGマガジンシリーズ」での役柄は「藤村まどか（ふじむら・まどか）」。SLGマガジンの編集部員でPCである。なお、「SLGマガジンシリーズ」では特に無口というキャラではなかった。
声のイメージは冬馬由美。
ワミ＝オーマキバ（CHA-CHA）
キャラクタークラス : メイジ
属性 : 〈氷〉
マリウスの身体を乗っ取ったアムダラムに刺され、重傷を負った（第5話終盤～第6話開始時点）ミドリは傷を回復するために結界の中で眠りについていてキタローダンジョン攻略に参加できなかった。この設定の制限によってCHA-CHAが立てた代役PCが女魔術師のワミである。キャンペーンの後半ではNPCとしても登場している。
いわゆる女王様系のファッションに身をつつみ、「おーほほほほほほ！」の高笑いとともに鞭と氷魔法で敵を殲滅する。瑣末なことは下僕のパシウスとパシフィックに任せて自分は破壊活動しか行わない。非常に金に汚く、一時は「闇の宗教」につくも、カザマとの交渉で再びラグシア側につき、ラスィと共に「闇の宗教」の本拠となったラグシア城を攻撃してミドリたちを支援した。
元ネタは『RPGマガジン』17号に掲載された『クトゥルフの呼び声』のリプレイにてミドリのプレイヤーが使ったPCでTVアナウンサーの「大牧場羽美（おおまきば・わみ）」。同リプレイの主役陣はTV関係者であること、ルールが『ワープス』で無いことから「SLGマガジンシリーズ」ではないが、上記の下僕の元ネタは、このキャラクターがAD（ただしこちらは一人なうえ普通の日本人名）をパシリに使っているところから採っている。
声のイメージは玉川紗己子。
カニ（峰岸達実）
キタローの背負っているカニアーマーのこと。本来はPCどころかNPCでさえないのだが、2話の時点で菊池の知人である峰岸が「プレイに参加したい」と要望したため、キタローが背負うカニアーマーの役割を与えたことで2話のみPCとして登場している。しかし実際にはカニにはデータも人格も与えられず、カニなので台詞もしゃべれないため、プレイヤーとしての発言（突っ込みや提案）しか行っていない。
しかし、カニ光線（後述）はカニの提案によって誕生していることから、カニは台詞もデータもなくても『セブン＝フォートレス』の歴史を語る上では忘れてはならないPCの一人であるといえよう。なお、峰岸は『海砦』第1部のPC・オーソ＝ネイ＝ゴロのプレイヤー「じゃが丸」と同一人物である。
声のイメージは山本正之。

### ノンプレイヤーキャラクター
GMが操作するキャラクター。NPC。
サーディ・トゥエル・オム・エクサージュ
ラグシアの王女。王族らしく清楚な外見と性格をしているがその実態はかなりのおてんばらしい。国王の崩御に際して年若いながらも女王として王位を継ぐことになっており、それまでの猶予期間に最後のわがままでお忍びで旅行をしていたところを、強盗団に浚われてしまう。PCたちに救われ、PC一行を賓客として王城に滞在させ、中でもキタローといい雰囲気になった。
ミドリたちが弟・マリウスの肉体を乗っ取ったアムダラムを追って精霊界へ向かった直後に「闇の宗教」の一斉武装蜂起（後に『ラグシア戦乱』と呼ばれる）に遭い、5年間に渡って抵抗を続けたものの力尽きラグシアを脱出。ミドリたちが再び精霊界へ向かったあとの十六王紀900年に双子の男女を出産、男児に「マリウス」と名付けた。そしてラグシアの再興とマリウスの戴冠を見届け、923年に薨去した。本リプレイは、905年に書かれたサーディの手記で終わっている。
「SLGマガジンシリーズ」では第二話「ラグネシアの遺跡」で南国の少女・サーディとしてNPCで登場。弟のマリウスとはテレパシーで心を通じ合える特殊な力をもっていた。
声のイメージは日髙のり子。
マリウス
サーディの弟でラグシアの王子。少年というよりまだ子供で年齢は10〜12歳くらい（正確な年齢は不明）。姉思いで優しい性格をしている。
後半、サライへの憑依に失敗し、精神体の状態でその周囲に漂っていたアムダラムに身体を乗っ取られ、PCたちの敵に回ることになる。ミドリが美少年好きなこともあり（男性ではあるが）今作のヒロイン。
「SLGマガジンシリーズ」では第二話「ラグネシアの遺跡」で南国の少年・マリウスとしてNPCで登場。姉のサーディとはテレパシーで心を通じ合える特殊な力をもっていた。
声のイメージはまるたまり。
カザマ
ラグシアの王宮魔術師。宰相ストゥーネと共に戴冠直前のサーディのお忍び旅行を許可したが、その結果強盗団によるサーディ誘拐を許してしまう。
キタローダンジョン攻略にはミドリたちに同行。ミドリたちが最初の精霊界行きを行った9年間には、「闇の宗教」の手に落ちたラグシアでレジスタンスの一員として戦い、サーディの救出に尽力した。
年代を超えた後の製品化された『セブン＝フォートレス』のルールブックでは、プレイヤーキャラクターを支援する公式NPCとしてユーザーに解放されている。
「SLGマガジンシリーズ」では第一話「惨劇への招待状」で風間という名前の刑事(犯人)としてNPCで登場。
声のイメージは池田秀一。
サブロ
ラグシアの摂政（作中では「王様代理」と呼ばれていた）。実兄である前王の崩御後、サーディが戴冠を済ませるまでの間、国政を取り仕切っている。あまりやる気がない人物。
ミドリたちに、城内に巣食う「人食いアルマジロ」の討伐を依頼するが、ラスィの登場でミドリたちは真相を知り、サブロはラスィに制裁された。
「SLGマガジンシリーズ」では第一話「惨劇への招待状」で村山三郎という名前で殺人事件の被害者としてNPCで登場。
声のイメージは村川忍。
珠代さん
ラグシア王宮の小間使い。「珠代さん」という名前以外何も設定されていおらず台詞も何もないエキストラだが、ゲーム・フィールド版単行本『氷砦』の付録ではなぜかエネミー（敵）としてデータが掲載されている。
「SLGマガジンシリーズ」では第一話「惨劇への招待状」でお手伝いさんBという名前でNPCとして登場。珠代さんという名前は登場人物欄にしか書かれていない裏設定。また、なぜか爆裂消球を使えるため、「爆裂消球の珠代さん」という異名を持つがこれも裏設定であり「SLGマガジンシリーズ」本編では一切そのような描写はなかった。
つまり、エネミーデータが掲載されていることまで含めた完全な楽屋オチのネタである。あまりの内輪ネタっぷりに文庫版では存在が抹消されている。
謎の鉄仮面
マリウスやサーディを狙ってたびたび襲撃をかける、鉄仮面とローブの怪人。序盤のボスともいえる存在である。
その正体は王宮魔術師のカザマである。カザマは本リプレイ前半ではアムダラムに操られており、鉄仮面の怪人として活動していた。後にアムダラムは宿主をマリウスに変えたためにカザマは解放された。
鉄仮面は裏面に神経線維が生えており、これを介してアムダラムはカザマの精神に介入していた。
アムダラム
「闇の宗教」に属していた魔術師でキタローの師匠にあたる。性格は残忍かつ非情。GMの菊池たけし曰く「同情の余地の全くない悪役」。13年前にサライを触媒として精霊獣を呼び出し地上に破壊をもたらそうとしたが、キタローの離反によって儀式は失敗に終わり、精霊獣の負荷に耐え切れずで肉体を喪失。精神寄生体として生き長らえていた。
作中では最初に鉄仮面を介してカザマを操り、次にサライへの憑依を計ったが失敗。後にマリウスに乗り移った。寄生した者が殺されると、その殺した相手に寄生し直すという能力をもっており、ある意味で不死身である。そのため、ミドリは自らをアムダラムとともにアルセイルの氷の中に永久に封じる決断を下す。
なお、この「殺した相手に寄生する」という能力は、「シェローティアの空砦」4巻において、未来から転移して来たエレナによってもたらされたものであったことが明らかになっている。
アヤセ
幼い頃に「闇の宗教」にさらわれたマドカの妹。元はプリーストだったが、作中では刺客としてPCたちの前に2度立ちふさがった。最初の戦いでは髪飾りを介してアムダラムに操られていただけだったが、9年後の2度目の戦いではアムダラムに直接洗脳されており、自身の成長もあってマドカを苦しめた。最終的にはこの洗脳も解かれるが、直後にアムダラムの光弾によって射殺された。
声のイメージは富沢美智恵。
リ・ラスィ・シェフィールド
常人よりもはるかに長き時を生きる不老の大賢者。長髪のプラチナブロンドに大きな葉の髪飾りを付け、竪琴を携えた美青年。語頭に「フ…」をつけるキザで傲慢な性格で、ナルシストでもある。
サブロの依頼で「人食いアルマジロ」の討伐にやってきたミドリたちと交戦し、「人食いアルマジロ」の正体がドラゴンの幼生であり、サブロがミドリたちに嘘をついていることを示唆。その際、ミドリのペンダントが森の宝珠であること、キタローが強盗団のアジトで発見した文書が精霊獣召喚の呪文であることを明かした。その後もラグシア城攻撃などでミドリたちを側面から支援している。
もともとは菊池たけしが学生時代から構想していた創作神話の中の登場人物で、本リプレイのストーリーにはほとんど関わらない。上述の「人食いアルマジロ」の正体を明かした第4話では、ラスィが一種のデウス・エクス・マキナの役割として、「宝珠」の秘密などプレイヤーが知りえない情報を公開し、それまで伏線の多くを回収しているが、これは本リプレイが設定をその場で作りながら進めていったために、ストーリー背景をプレイヤーたちの自発的な推理から導くことが困難であったことに起因する（事実、このリプレイにとってかなり重要な「ミドリのペンダント」に関する真相はこのラスィによって唐突に明かされる）。
『セブン＝フォートレス』が製品化されてからは、カザマ同様プレイヤーキャラクターに助言を与える公式NPCとしてユーザーに解放された。後のリプレイでも助言役としてPCを導いているが、プレイヤー達にはあまり良い顔をされないことが多い。
「せぶん＝ふぉーとれす基礎講座」にも教官役として登場。なお、「せぶん＝ふぉーとれす基礎講座」は『トップをねらえ!』のパロディである。
声のイメージは鈴置洋孝。

### その他の登場人物・用語など
ばる子
連載版では第2話『中編「とらわれのサーディ」』以降、一ページ目には「さいしょに」として挨拶と前回までのあらすじが書かれているが、この部分で出てくる奇妙な生き物。「せぶん＝ふぉーとれす基礎講座」にも登場。
ばる子は菊池たけしが作成した『ビヨンド・ローズ・トゥ・ロード』用のキャラクターが元になっている。キャラクターの特徴をランダムに決めたところ「ばるばるな」という特徴を与えられてしまったため、これを「ばるばる子ちゃん」と名付けた。鈴木猛によってちびまる子ちゃんをモデルにデザインされ、エウレカと並んで頻繁に登場した。
闇の宗教
世界の破壊と混乱を目論む邪教集団。全編を通じた悪役だが、もとはサライのプレイヤーの久保(仮名)が考えた設定で、GM曰く「この世界にはそんな組織があったのか…」。
ファミ通文庫版巻末の年表によれば、首領であったアムダラムが封印された後、内部抗争が勃発し、組織は3派に分裂した。残党は『海砦』『闇砦』に登場し、さらに『空砦』でも、PCの一人・ファラウス（『闇砦』のPCでもある）が自らのクローンを作り出すための技術を残党から入手するなど、『セブン＝フォートレス』の背景設定として影響を残している。
精霊獣
精霊界の奥深くの階層に住む怪獣のような生物。異常に強力な力を持っており、ひとたび召喚されればもっとも弱い固体でも地上の都市を一瞬で壊滅する。強力な固体ならば文明そのものを灰燼と化すことが可能。「闇の宗教」の目的はこの精霊獣を召喚する儀式を成功させ、それを使って地上を我が物にすることである。
七宝珠
この世界に存在する「属性魔法」を支える七つの宝珠のこと。魔法の7種の属性ごとに七種の宝珠が存在する。本リプレイでは「森」「炎」「空」「氷」の4つの宝珠が登場する。
この世界では魔法は元々は術者が神々に対して直接嘆願して使うものであったため、高度な詠唱技術が必要であった。それを誰でも使えるために古代の魔術師が生み出したのがこの七宝珠である。世界中のどこかで誰かが魔法を使おうとするときにこの宝珠が術者の意思を汲み取り（術者がどこにいようとも宝珠は世界中の術者を感知できる）、術者に代わって宝珠が術者の意思を神々に伝えることで魔法が術者に与えられる。宝珠はいわば術者と神々との間を経由するプロトコルとして機能するアイテムであり、この宝珠の存在によりこの世界の「属性魔法」は魔法に詠唱や準備動作が一切不要である。
宝珠がなくなるとこの世界から属性魔法が失われるため、宝珠の属性ごとに「宝珠の後継者」と言われる人物が定期的に生まれ、宝珠を護る運命が担われる。後継者たちは宝珠を護るために宝珠から莫大な魔力を直接ひきだすことができる能力を持つ。
アルセイルの氷砦
このリプレイのタイトルにもなっている古代の砦。全世界に七つの砦があるが、この砦が何のためにつくられたかは本リプレイでは明かされない。七つの砦は魔力を増幅できる場所として知られており、本リプレイでは「闇の宗教」が精霊獣召還の儀式を七砦の一つである「アルセイルの氷砦」で行った。
蟹光線（イブセマスジー）
第2話でキタローが考え出した必殺技。カニアーマーの触手から無数のビームが全方位に発射される無差別殺戮魔法。非常に高い攻撃力を誇る魔法であるが、それだけではPCが有利になるために「攻撃力の幾らかが自身にも跳ね返る」という制限が設けられ、以後この系統の魔法の特長にもなった。
魔法名の由来は峰岸が魔法の名前に「カニ光線」を提案したところ、菊池が「蟹工船」と聞き違えたことから。「蟹工船」の作者は小林多喜二だが、鈴木の「イブセマスジー（井伏鱒二）の方が語呂がいい」の一言で決まった。後のサプリメントでは「始祖蟹光線」（コバヤシタキジー）という技が正式に登場している。
カニアーマー
キタローがつけている生命維持装置兼攻撃兵器。プロトタイプだがその威力は強力で、終盤には生命維持装置をオミットした量産型カニアーマー部隊も敵側に登場している。キタローのプレイヤーがカニが苦手だったことから、菊池たけしの記事では楽屋オチ的にカニのネタが昔から使われており、カニアーマーもそのネタの延長で生まれたものである。
上記のイブセマスジーのインパクトも加わって、本作以降もカニアーマーは何度も登場した。後になって実は古代文明の兵器だったという設定が加わり、製品化された『セブン＝フォートレス』および『ナイトウィザード』でも継承され強力な古代兵器としてデータ化されている。また、『セブン＝フォートレス』のシリーズが続くうちに、カニアーマー以外にもイカアーマー、カイアーマー、エビアーマー、ミノムシアーマー、和田アキ子アーマーなど様々な古代兵器が登場した。

## 予告マンガ
『アルセイルの氷砦』では連載時に毎話、次回予告マンガが掲載された。しかしその予告マンガは締め切りの問題から、ゲームプレイが行われる前に「シナリオの予定」として描かれることが多く、実際に次の回に載ったリプレイの内容が（プレイヤーの行動やGMのアドリブの結果により）マンガと大きくかけ離れていることが多かった。しかしそれは逆に一種のギャグネタとして受け入れられ、次回予告マンガは菊池たけしのリプレイの定番としてそれ以降の『セブン＝フォートレス』の連載リプレイでも使われるようになった。『ナイトウィザード』、『アルシャード』などの別のゲームの連載リプレイでも，菊池たけしがGMの時」には予告マンガが使われている。
「砦シリーズ」では第4作の『森砦』まではマンガと実際の内容が食い違うことは多かったが、それ以降のリプレイではゲームプレイのスケジュール管理が徹底されたためか、マンガはあくまでゲームプレイの結果に基づくようになっている。
予告マンガが正常化した後、『セブン＝フォートレス Advanced』のサプリメント『セブン＝フォートレスEX』にてこの「実際のプレイが行われる前に次回予告を行うことで内容が予告と食い違う」というネタを再現するルールが掲載された。それが「今回予告」である。今回予告については記事「セブン＝フォートレス Advanced#今回予告」を参照のこと。

## 落陽王の遺産
『アルセイルの氷砦 Advanved』に付録として掲載された特殊なシナリオ。
本リプレイの後日談として、リプレイから100年近くたち崩壊したラグシア城（ラグシア遺跡）の地下ダンジョンを探索するシナリオで、システムは『セブン＝フォートレス Advanced』をベースとする。
トランプを使いダンジョンマップとストーリーが自動的に形成される特殊なルールを使うシナリオで、後の『アリアンロッドRPG』の「ランダムダンジョン」や『アルシャード』『ダブルクロス』などに搭載される「シナリオクラフト」など、ファーイースト・アミューズメント・リサーチ社のゲームに良く見られる「シナリオを自動で作りながらゲームを遊ぶ」という特殊ルールの先駆けとなったシナリオである。
ダンジョンは100階まであり、踏破にはかなりの時間がかかる。語られる背景ストーリーはキングカニアーマーの生態に関わるもので「世界の危機」レベルのものである。ラース＝フェリアの守護天使なども絡んでくる。

## 作品一覧
- アルセイルの氷砦（B5判サプリメント / ゲーム･フィールド）
  - 1997年発売。リプレイで使われた魔法や登場したNPCなどのデータが付録として掲載。2011年現在絶版。
- アルセイルの氷砦 Advanced（ISBN 4-907792-06-9 / B5判サプリメント / ゲーム･フィールド）
  - 2000年発売。上記の単行本の改訂版。上記の内容全てに加えて『セブン＝フォートレス Advanced』用の追加データと「落陽王の遺産」を収録。2011年現在絶版。
- アルセイルの氷砦 V3 edition（ISBN 978-4829143858 / 富士見ドラゴンブック / 富士見書房）
  - 2003年発売。リプレイ部分をまとめた文庫版。『セブン＝フォートレスV3』にあわせたキャラクターデータと、村川忍と菊池たけしによる対談が掲載されている。2011年現在絶版。
- アルセイルの氷砦（ISBN 978-4-04-726659-9 / ファミ通文庫 / エンターブレイン）
  - 2010年発売。「『セブン=フォートレス』シリーズ解説」と、藤村まどかと菊池たけしによる対談が掲載されている。